# Sheila Black
Sheila Black (2 de marzo de 1961) es una poetisa y escritora estadounidense. Ha escrito más de 40 libros para niños y jóvenes, así como cuatro colecciones de poesía.

## Carrera
Black se graduó en el Barnard College y obtuvo una maestría en la Universidad de Montana. Enseñando a tiempo parcial en la Universidad Estatal de Nuevo México y trabajando también como Directora de Desarrollo para el Consejo de Desarrollo de las Colonias, Black continuó escribiendo poesía, convirtiéndose recientemente en coeditora de Beauty Is A Verb: The New Poetry of Disability con Jennifer Bartlett y Mike Northen.
Fue diagnosticada con XLH, una variación del raquitismo, a una temprana edad. Esta experiencia la ha inspirado para realizar activismo por la igualdad de derechos para las personas con algún tipo de discapacidad, temática que también ha empleado en su obra escrita.

## Obra

### Colecciones de poesía
- House of Bone (2007)
- Love/Iraq (2009)
- Continental Drift (2010)
- Beauty is a Verb (2011)

### Novelas y relatos infantiles
- My Very Own Tooth Fairy Pillow (1990)
- Patrick the Pup (1996)
- Will the Real Ms. X Please Report to the Principal! (1998)
- Me and Maya, the super brain (2000)
- Lassie (1994)